# Dressedundressed

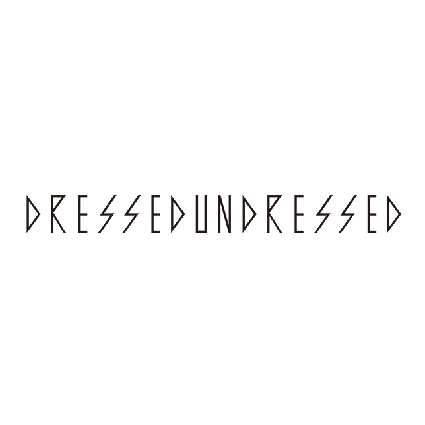
DRESSEDUNDRESSEDのロゴ

DRESSEDUNDRESSED(ドレスドアンドレスド)はコレクションブランド

## BRAND CONCEPT
2009年に設立されたDRESSEDUNDRESSED(ドレスドアンドレスド)はクラシックとモダン、繊細さと大胆さ、マスキュリンとフェミニン、相反する様々な要素をアッセンブルし、ミニマルなテーラリングとストリートのユーモアを巧みに融合させた脱構築的なジェンダーレスコレクションを展開する。

## DESIGNER
設立者とデザイナーのTakeshi Kitazawa (北澤 武志) は、1982年8月13日、日本に生まれた。

## HISTORY
2009年  DRESSEDUNDRESSED(ドレスドアンドレスド)を設立。
2012年  Mercedes-Benz Fashion Week TOKYOにてコレクションデビュー。
2013年  London Fashion Week 会期中に開催されたインターナショナル•ウールマーク•プライズのファイナリスト、 世界の6ブランドの1つに選出され、カプセルコレクションを発表。DRESSEDUNDRESSED(ドレスドアンドレスド) は VOGUE Italia 編集長 Franca SOZZANI 推薦によるスペシャルエントリーによるもの。インターナショナル・ウールマーク・プライズは1953 年に創設、当時無名だったイヴサンローランとカールラガーフェルドを発掘したコンテストをよみがえらせるもの。
2013年  第5回 DHLデザインアワードを受賞。

## OFFICIAL WEB SITE
DRESSEDUNDRESSED Official Web Site.
Official Instagram Page
Official Facebook Page